# Малинівка (Польща)
Малинівка (пол. Malinówka) — лемківське село у Підкарпатському воєводстві Республіка Польща, Березівського повіту, гміна Гачув. Населення — 1006 осіб (2011).

## Розташування
Розташоване на берегах річки Малинівка — правої притоки Віслоку, біля підніжжя Низьких Бескидів.

## Історія
Першу згадку про село знаходимо у 1448 році під час розподілу маєтностей між Каменецькими.
До 1772 року село входило до складу Сяноцької землі Руського воєводства Речі Посполитої. З 1772 до 1918 року — у межах Березівського повіту Королівства Галичини та Володимирії монархії Габсбургів (з 1867 року Австро-Угорщини). З 1918 до 1939 років — Березівський повіт Львівського воєводства Польської Республіки.
У 1939 році в селі було 1020 жителів (110 українців, 890 поляків, 20 євреїв).
Українці-грекокатолики належала до парохії Яблониця Польська (до 1930 року — Сяніцького деканату, у 1930—1945 роках — до Риманівського. Метричні книги велися з 1784 року.
Українське населення виселене в 1944—1947 рр.[джерело?].
У 1975—1998 роках село належало до Кросненського воєводства.

## Демографія
Демографічна структура станом на 31 березня 2011 року:
|          | Загалом | Допрацездатний вік | Працездатний вік | Постпрацездатний вік |
| -------- | ------- | ------------------ | ---------------- | -------------------- |
| Чоловіки | 502     | 117                | 345              | 40                   |
| Жінки    | 504     | 109                | 306              | 89                   |
| Разом    | 1006    | 226                | 651              | 129                  |

## Пам'ятки
- Костел — колишня церква святих Косми і Деміяна.